# Zemská šlechta
Zemská šlechta (německy Landadel, v italském prostředí nobile rurale), podobně jako pojem městská šlechta, je specifický a ne zcela jasně subjektově definovaný pojem, byť se s tímto výrazem v historické literatuře lze setkat poměrně často. 
Tento termín může mít jako pozitivní tak negativní zabarvení (Bauernadel - selská či venkovská šlechta). To je třeba vyvodit z kontextu v případném užití výrazu v literatuře. Může reflektovat povahu provinčnosti či blízkost spojení s přírodou. Celý rozsah významu pro novověk je obsažen v nižší třídě rytířů - junkerů.
Zemská šlechta je v zásadě šlechta vlastnící pozemky v agrárně strukturovaných feudálních systémech - šlechtic dostal půdu od zeměpána jako odměnu za věrnost. Se vznikem ministeriální šlechty a rostoucím významem měst vznikla vrstva měšťanů - patricijů, tj. městské šlechty. 
Historie tohoto pojmu sahá až do starověkého Říma, kdy ekonomický základ patriciátu původně spočíval v pozemkovém vlastnictví. S růstem významu Říma se členové nejvýznamnějších rodin se stávali vládními úředníky. Středověká městská šlechta vznikla v Itálii. Mezi tyto rody se řadí např. Medicejští ve Florencii, Viscontiové v Miláně a další.
S příchodem velkých feudálních rodů, které se kvůli posílení svého vlivu usídlily v hlavních politických centrech, docházelo k mísení obou tříd. 
Ve Francii se tak stalo v době absolutismu a tento proces ukončila až krvavá revoluce na konci 18. století.  
V německých zemích jsou to obce oblasti (Haßberge severozápadně od Schweinfurtu) s obzvláště silnou tradicí, která zde byla zastoupena téměř v polovině obcí.